# Rio Grande Mud
«Rio Grande Mud» — другий студійний альбом американського рок-гурту ZZ Top, випущений 4 квітня 1972 року лейблом «London Records».

## Про альбом
Альбом був записаний у студії Robin Hood Studios у місті Тайлер, штат Техас.

## Список композицій
| Перша сторону | Перша сторону       | Перша сторону                             | Перша сторону | Перша сторону |
| #             | Назва               | Автор                                     | Lead vocals   | Тривалість    |
| ------------- | ------------------- | ----------------------------------------- | ------------- | ------------- |
| 1.            | «Francine»          | Біллі Гіббонс, Стів Перрон, Кенні Кордрей | Біллі Гіббонс | 3:33          |
| 2.            | «Just Got Paid»     | Біллі Гіббонс, Білл Гем                   | Біллі Гіббонс | 4:49          |
| 3.            | «Mushmouth Shoutin» | Біллі Гіббонс, Білл Гем                   | Біллі Гіббонс | 3:41          |
| 4.            | «Ko Ko Blue»        | Біллі Гіббонс, Дасті Гілл, Френк Бірд     | Біллі Гіббонс | 4:56          |
| 5.            | «Chevrolet»         | Біллі Гіббонс                             | Дасті Гілл    | 3:47          |

| Друга сторона | Друга сторона                        | Друга сторона                                   | Друга сторона | Друга сторона |
| #             | Назва                                | Автор                                           | Lead vocals   | Тривалість    |
| ------------- | ------------------------------------ | ----------------------------------------------- | ------------- | ------------- |
| 1.            | «Apologies to Pearly» (instrumental) | Біллі Гіббонс, Дасті Гілл, Френк Бірд, Білл Гем |               | 2:39          |
| 2.            | «Bar-B-Q»                            | Біллі Гіббонс, Білл Гем                         | Біллі Гіббонс | 3:34          |
| 3.            | «Sure Got Cold After the Rain Fell»  | Біллі Гіббонс                                   | Біллі Гіббонс | 7:39          |
| 4.            | «Whiskey'n Mama»                     | Біллі Гіббонс, Дасті Гілл, Френк Бірд, Білл Гем | Біллі Гіббонс | 3:20          |
| 5.            | «Down Brownie»                       | Біллі Гіббонс                                   | Біллі Гіббонс | 2:53          |
| 38:55         |                                      |                                                 |               |               |